# Бирюков, Василий Николаевич
Василий Николаевич Бирюков (1919—1993) — майор Советской Армии, участник Великой Отечественной войны, Герой Советского Союза (1945).

## Биография
Василий Бирюков родился 11 декабря 1919 года в селе Ольховатка (ныне — Поныровский район Курской области) в рабочей семье. После окончания неполной средней школы работал фрезеровщиком на заводе в городе Ковров Владимирской области. В 1939 году был призван на службу в Рабоче-крестьянскую Красную Армию. В 1942 году Бирюков окончил Чкаловскую военную авиашколу пилотов. С августа 1943 года — на фронтах Великой Отечественной войны.
Начал боевую деятельность на Калининском фронте, участвовал в освобождении Невеля и Духовщины, производил штурмовки наземных целей противника, участвовал в воздушных боях. Вскоре Бирюков стал заместителем командира эскадрильи. Во время освобождения Белорусской ССР, на Витебском и Полоцком направлениях, группы штурмовиков, ведомым в которых был Бирюков, производили в день по 3-4 боевых вылета, нанеся сильный ущерб противнику. Группы провели 16 воздушных боёв, в которых сбили 7 немецких истребителей, сами при этом не потеряв ни одного самолёта.
6 августа 1944 года группа Бирюкова из 8 самолётов «ИЛ» получила приказ уничтожить пехоту и боевую технику противника в районе Биржай. Во время выполнения задания группа подверглась нападению 16 самолётов «Фокке-Вульф-190». Истребители сбили два немецких самолёта, но остальные продолжали нападать на самолёты группы Бирюкова. Тем не менее, группа не покинули поля боя, пока не выполнили боевую задачу. В воздушном бою самолёт Бирюкова получил сильные повреждения, в результате чего пилот с огромным трудом смог довести его до аэродрома.
К сентябрю 1944 года старший лейтенант Василий Бирюков был заместителем командира эскадрильи 723-го штурмового авиаполка (211-й штурмовой авиадивизии, 3-й воздушной армии, 1-го Прибалтийского фронта). К тому времени он уже совершил 120 боевых вылетов, производил штурмовку и разведку скоплений вражеских войск.
Указом Президиума Верховного Совета СССР от 23 февраля 1945 года за «образцовое выполнение боевых заданий командования по уничтожению живой силы и техники противника и проявленные при этом мужество и героизм» старший лейтенант Василий Бирюков был удостоен высокого звания Героя Советского Союза с вручением ордена Ленина и медали «Золотая Звезда» за номером 5347.
В 1949 году Бирюков окончил военную авиационную школу штурманов ВВС в Краснодаре, в 1956 году — центральные лётно-тактические курсы усовершенствования офицерского состава. В 1959 году в звании майора был уволен в запас. Проживал в Калинине, умер 15 октября 1993 года, похоронен на тверском Дмитрово-Черкасском кладбище.
Был также награждён двумя орденами Красного Знамени, орденом Александра Невского, двумя орденами Отечественной войны 1-й степени, орденом Красной Звезды, а также рядом медалей.